# Kościół św. Mikołaja Biskupa i Matki Bożej Częstochowskiej w Rokietnicy
Kościół świętego Mikołaja Biskupa i Matki Bożej Częstochowskiej — rzymskokatollicki kościół parafialny należący do parafii pod tym samym wezwaniem (dekanat Pruchnik archidiecezji przemyskiej).
Jest to świątynia wzniesiona na przełomie XV i XVI wieku, następnie została przebudowana w 1604 roku. Są w niej przechowywane relikwie św. Walentego, dawnego patrona kościoła.
Od 2016 roku trwa remont świątyni. Na początku prac, w 2016 roku zostały odsłonięte ceglane krypty ze szczątkami fundatorów i kolatorów, z których co najmniej jedna została wzniesiona w średniowieczu. Wykonana została ich inwentaryzacja architektoniczna oraz została sporządzona dokumentacja. Po ukończeniu prac –odpowiednio zabezpieczone szczątki ludzkie zostały zostawione w podziemiach kościoła. Podczas remontu zostały wykonane również prace konserwatorskie obitych blachą drzwi do zakrystii oraz zostały odsłonięte i zakonserwowane sztukaterie z tarczami herbowymi fundatorów w zwornikach. Został także przywrócony pierwotny wygląd i kolorystyka głównego ołtarza. Remont został wsparty przez dotację z Podkarpackiego Wojewódzkiego Konserwatora Zabytków. W styczniu 2020 roku odbył się odbiór konserwatorski świątyni.